# Terry L. Anderson
Terry L. Anderson – amerykański ekonomista, prezes Property and Environment Research Center. Pracuje w Instytucie Hoovera jako „John and Jean De Nault Senior Fellow”. Jest autorem oraz redaktorem ponad trzydziestu siedmiu książek, przede wszystkim dotykających problematyki środowiska i wolnego rynku. Jego pierwszą publikacją była Free Market Environmentalism, napisana wspólnie z Donaldem Lealem i wydana w 1991. W następnym roku otrzymał za nią nagrodę Sir Antony Fisher International Memorial Award, wydawaną przez Atlas Economic Research Foundation. Otrzymał także wiele innych nagród za swoje publikacje i działalność, między innymi The Liberalni Institut Annual Award od Liberalni Institut w Pradze.
W 1968 otrzymał Bachelor of Science na University of Montana, a następnie obronił doktorat z ekonomii na University of Washington w 1972. Po tym rozpoczął swoją karierę jako wykładowca na Montana State University, by aktualnie zostać emerytowanym profesorem.
Uważa się za zapalonego fana myślistwa, wędkarstwa, jazdy na nartach oraz turystyki pieszej.

## Publikacje[3]
- Free Market Environmentalism, autor razem z Donald R. Leal (1991)
- Property Rights And Indian Economies, edytor (1992)
- The Political Economy of Customs and Culture: Informal Solutions to the Commons Problems, edytor razem z Randy T. Simmons (1993)
- The Political Economy Of The American West, edytor razem z Peter J. Hill (1994)
- Wildlife in the Marketplace, edytor razem z Peter J. Hill (1995)
- Sovereign Nations Or Reservations?: An Economic History Of American Indians, autor (1995)
- The Privatization Process: A Worldwide Perspective, edytor razem z Peter J. Hill (1996)
- Water Marketing: The Next Generation, edytor razem z Peter J. Hill (1997)
- Environmental Federalism, edytor razem z Peter J. Hill (1997)
- Enviro-Capitalists: Doing Good While Doing Well, autor razem z Donald R. Leal (1997)
- Water Markets: Priming the Invisible Pump, autor razem z Pamela S. Snyder (1997)
- Political Environmentalism: Going behind the Green Curtain, edytor (2000)
- The Greening of U.S. Foreign Policy, edytor razem z Henry I. Miller (2000)
- Property Rights: A Practical Guide to Freedom and Prosperity, autor razem z Laura E. Huggins (2003)
- You Have to Admit It’s Getting Better: From Economic Prosperity to Environmental Quality, edytor (2004)
- Greener than Thou: Are You Really An Environmentalist?, autor razem z Laura E. Huggins (2008)
- Tapping Water Markets, autor razem z Brandon Scarborough i Reed Watson (2012)